# Elecciones parlamentarias de Grecia de 1964
Las elecciones parlamentarias de Grecia de 1964 se realizaron el 16 de febrero de 1964. Fueron las últimas elecciones parlamentarias producidas antes de la Dictadura de los Coroneles. En las elecciones del 1963, el partido Unión de Centro no consiguió tener una mayoría absoluta y se convocaron nuevas elecciones.
El 18 de febrero de 1964, Yorgos Papandréu juró el cargo en Tatoi, debido a la enfermedad del rey Pablo I.

## Resultados
En las elecciones del 16 de febrero de 1964 ganó el partido Unión de Centro. El resultado electoral resultó ser un éxito para Yorgos Papandréu, ya que justificó la política seguida desde 1961 al declarar la "lucha sin tregua". Unión de Centro obtuvo 2.424.477 votos y 171 escaños. Unión Nacional Radical, que había formado una coalición con el Partido Progresista de Spiros Markezinis, obtuvo 1.621.546 votos y 107 escaños. Por último, Izquierda Democrática Unida obtuvo 542.865 votos y 22 escaños.
|               |                                              |                         |           |        |        |         |         |
| Partidos      | Partidos                                     | Líderes                 | Votos     | Votos  | Votos  | Escaños | Escaños |
| Partidos      | Partidos                                     | Líderes                 | Número    | %      | +− %   | Número  | +−      |
|               | Unión de Centro                              | Yorgos Papandréu        | 2.424.477 | 52,72  | +10,68 | 171     | +33     |
|               | Unión Nacional Radical - Partido Progresista | Panagiotis Kanellopulos | 1.621.546 | 35,26  | -7,87  | 107     |         |
|               | Izquierda Democrática Unida                  | Ioannis Passalidis      | 542.865   | 11,80  | -2,54  | 22      | -6      |
|               | Otros                                        | -                       | 9,951     | 0,22   |        | 0       |         |
| Votos válidos | Votos válidos                                | Votos válidos           | 4,598,839 | 100,00 |        | 300     |         |
| Votos nulos   | Votos nulos                                  | Votos nulos             | 27,577    |        |        |         |         |
| Total         | Total                                        | Total                   | 4,626,396 |        |        |         |         |